# Гошева Ірина Прокопівна
Ірина Прокопівна Гошева (нар. 12 [25] березня 1911, Архангельськ — пом. 11 березня 1988, Москва) — радянська актриса театру і кіно, Народна артистка РРФСР (1963).

## Біографія
Ірина Гошева народилася в Архангельську 12 (25) березня 1911 року. У 1932 році закінчила Ленінградський технікум сценічних мистецтв і в тому ж році вступила до «Молодого театру» під керівництвом Сергія Радлова.
В 1935—1940 роках актриса грала в Ленінградському театрі комедії під керівництвом Миколи Акімова, а в 1940 році на запрошення Володимира Немировича-Данченка перейшла до МХАТу, де служила до 1974 року.
Сергій Ейзенштейн планував знімати Ірину Гошеву в ролі Анастасії у фільмі «Іван Грозний», але її не відпустили з Художнього театру до Алма-Ати на зйомки. Про це згадується в запису розмови Сталіна з С. Ейзенштейном та М. Черкасовим, яка пройшла 26 лютого 1947 року.
У 1963 році їй присвоєно звання Народної артистки Російської РФСР.
З 1987 по 1988 рік працювала у МХАТі імені А. П. Чехова. Ірина Гошева померла у 1988 році й була похована на Невзоровському кладовищі в місті Івантєєвка.

### Звання та нагороди
- Заслужена артистка РРФСР (5 листопада 1947)
- Народна артистка РРФСР (30 січня 1963)
- Орден Трудового Червоного Прапора (26 жовтня 1948)
- Орден «Знак Пошани» (1 червня 1940)
- Медалі

## Театральні роботи
В Ленінградському театрі комедії

- 1936 — «Собака на сіні» (автор Лопе де Вега, режисер Микола Акімов) — Діана
- 1937 — «Весняний огляд» (автор В. Шкваркіна 1937 року, режисери Сергій Юткевич і Хеся Локшина) —  Люба
- 1939 — «Небезпечний поворот» (автор Д. Прістлі, режисер Григорій Козінцев, худ. Микола Акімов) —  Оуен
- 1940 — «Тінь» (автор Євген Шварц, режисер Микола Акімов) —  Аннуціата

У МХАТі СРСР імені М. Горького

- 1940 — «Три сестри» (Антон Чехов) —  Ірина
- 1945 — «Вишневий сад» (Антон Чехов) —  Аня
- 1945 — «Ідеальний чоловік» (Оскар Вайлд) —  леді Мейбл Чілтерн
- 1947 — «Дні і ночі» (Костянтин Симонов) —  Аня Клименко
- 1949 — «Дванадцять місяців» (Самуїл Маршак) —  Пасербиця
- 1951 — «Божевільний день, або Одруження Фігаро» (П'єр Бомарше) —  Сюзанна
- 1952 — «Таланти і шанувальники» (Олександр Островський) —  Негіна
- 1956 — «Осінній сад» —  Констанс Такерман
- 1958 — «Третя, патетична» (Микола Погодін) —  Марія Іллівна Ульянова
- 1962 — «Будинок, де ми народилися» (Павло Когоут) — Матір
- 1964 — «Зима тривоги нашої» (Дж. Стейнбек)
- 1971 — «Потойбічні зустрічі» (Л. В. Гінзбург ) —  Емма
- 1973 — «Кремлівські куранти» (Микола Погодін) —  Забєліна
- 1974 — «Соло для годинника з боєм» (Освальд Заградник) —  пані Конті
- 1974 — «Синій птах» (Моріс Метерлінк) —  бабуся

## Фільмографія
- 1934 — Юність Максима — ув'язнена
- 1939 — Два брата — Вера
- 1953 — Анна Кареніна — Варя Вронська
- 1963 — Тепер нехай іде — Герміон
- 1969 — Злочин і кара — Пульхерія Олександрівна Раскольникова, мати Родіона Раскольникова
- 1970 — Чарівна сила мистецтва (новелла) — учителька Олена Сергіївна Сергеєва
- 1971 — Вчора, сьогодні і завжди — Ганна Павлівна Шеїна
- 1971 — Змова
- 1971 — Людина з іншої сторони — мати Віктора
- 1975 — Переможець — Олена Миколаївна Мокашева, мати Георгвя
- 1977 — Любов Ярова — Горностаєва, дружина професора
- 1978 — Проводи — секретарка
- 1979 — Дорослий син — бабуся Андрія Шульгіна
- 1980 — Депутатська година — Валентина Георгіївна
- 1981 — Жінка у білому — місис Клеменс
- 1981 — Через Гобі і Хінган — Надія Федорівна
- 1983 — Петля — Поліна Іванівна
- 1984 — Загадка Кальмана
- 1985 — Щиро Ваш… — мати Павла
- 1986 — Без сина не приходь! — учителька співів
- 1986 — Осінній вітер

## Озвучування мультфільмів
- 1951 — Висока гірка
- 1952 — Валідуб — мать Янека
- 1954 — Помаранчеве горлечко
- 1955 — Острів помилок — Галочка
- 1959 — Бурштиновий замок